# Tylocliostomum
Tylocliostomum is een geslacht van korstmossen behorend tot de familie Ramalinaceae. De typesoort is Tylocliostomum viridifarinosum.